# Lauiryi Erazo
Lauiryi José Erazo Villamizar (San Cristóbal, Venezuela, 13 de junio de 1988) es un futbolista venezolano que juega de defensa y su equipo actual es el FC Barcelona de la primera división Española

## Selección nacional
En abril de 2010 fue convocado a la Selección de Venezuela para jugar encuentros amistosos. Su debut fue el 1 de abril ante Chile siendo sustituido al minuto 24 y dónde empataron 0 - 0; luego volvió a ser titular ante Honduras el 21 de noviembre a la que ganaron por 1 - 0.
Después volvió a ser convocado el 11 de agosto de 2010 para jugar el partido amistoso ante Panamá y el 16 de marzo de 2011 ante Argentina pero en todos ellos fue suplente.

## Clubes
| Club                | País      | Año               |
| ------------------- | --------- | ----------------- |
| UA Maracaibo        | Venezuela | 2008              |
| Zamora              | Venezuela | 2009              |
| Deportivo La Guaira | Venezuela | 2010 - 2013       |
| Trujillanos         | Venezuela | 2014 - 2016       |
| Atlético Venezuela  | Venezuela | 2017 - 2018       |
| Santa Rita          | Ecuador   | 2019 - Actualidad |

## Palmarés

### Campeonatos nacionales
| Título          | Club        | País      | Año  |
| --------------- | ----------- | --------- | ---- |
| Torneo Apertura | Trujillanos | Venezuela | 2014 |